# Gustav von Senden-Bibran
Pour les articles homonymes, voir Senden.
Gustav Ernst Otto Egon baron von Senden-Bibran (né le 23 juillet 1847 à Reisicht, arrondissement de Goldberg, province de Silésie et mort le 23 novembre 1909 à Berlin) est un amiral prussien.

## Biographie

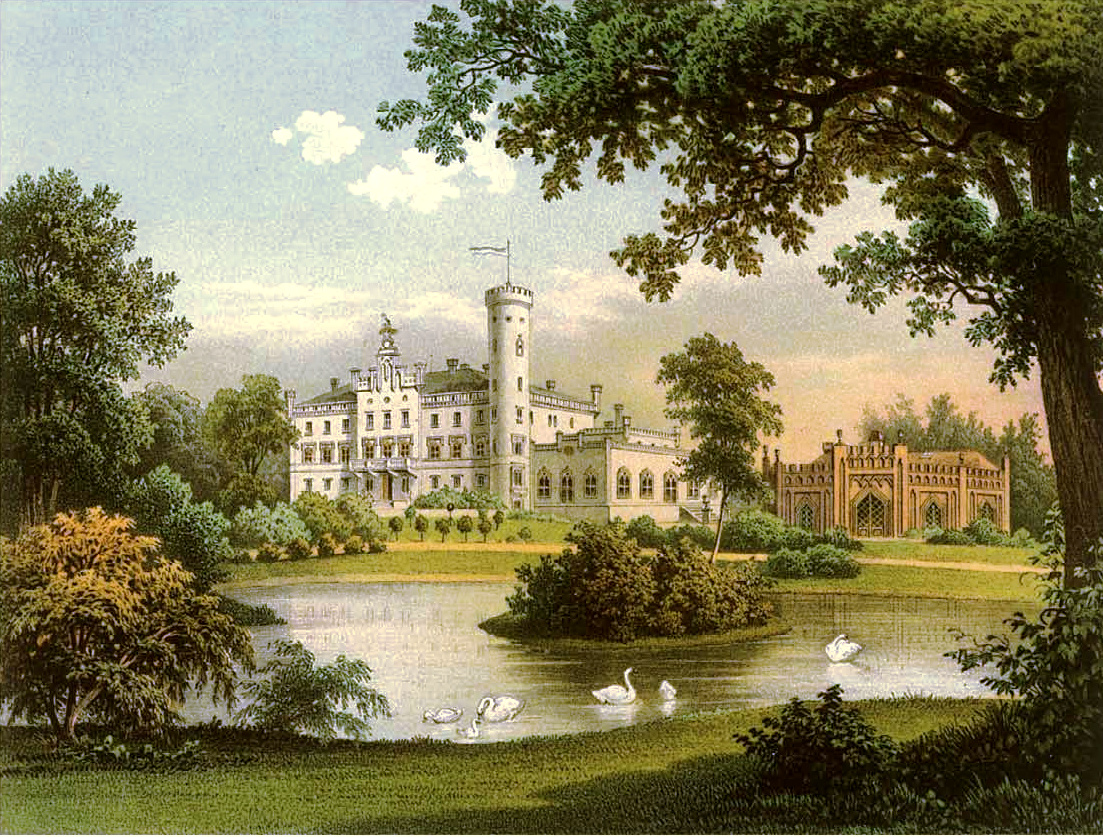
Château de Reisicht vers 1860, Collection Alexander Duncker

Gustav est le cinquième enfant de Ludwig baron von Senden und Bibran (de) (1804-1883) et de sa femme Agnès, née von Kölichen dite baronne von Bibran und Modlau (1812-1890), dame de Reisicht.
Send-Bibran s'engage le 7 avril 1862 dans la marine prussienne, devient Unterleutnant zur See en 1867. Temporairement stationné sur l'Isola Bella pour protéger Stresa, il commande l'une des canonnières fluviales prises près d'Orléans lors de la guerre franco-prussienne de 1870/71.
Senden-Bibran fait des voyages en Chine, au Japon et dans les mers du Sud entre 1874 et 1877, puis visite la Méditerranée et Constantinople. Après un autre tour du monde (1881-1883), Send-Bibran est utilisé dans d'importantes commandes à terre.
En 1888, Senden-Bibran commande le cuirassé Bayern (de), sur lequel l'empereur Guillaume II entreprend un voyage dans trois cours nordiques à Saint-Pétersbourg, Stockholm et Copenhague peu après son entrée en fonction. Le 13 novembre 1888, Guillaume II le nomme son adjudant. De mars 1889 à 1906, il est chef du cabinet de la marine ; En 1892, il devient contre-amiral et enfin en 1899 vice-amiral.
Du 20 juin 1901 au 23 novembre 1909, il est d'adjudant général de l'empereur et, à ce titre, promu amiral le 14 novembre 1903. Le 7 juillet 1906, Senden-Bibran est mis à disposition et en même temps à la suite du corps des officiers de marine en raison de sa santé défaillante. Il meurt célibataire après une opération d'une pneumonie au sanatorium Hansa de la Lessingstraße et est enterré à Reisicht.
Il est chevalier de l'ordre de Saint-Jean et reçoit 34 médailles, dont l'ordre de l'Aigle noir et la Grand-Croix de l'ordre de l'Aigle rouge avec feuilles de chêne et épées.